# Космос-1430
Космос-1430 је један од преко 2400 совјетских вјештачких сателита лансираних у оквиру програма Космос.
Космос-1430 је лансиран са космодрома Плесецк, СССР, 19. јануара 1983. Ракета-носач Р-14 Чусоваја (рус. Чусовая) (8К65, НАТО ознака SS-5 Skean) са додатим степеном је поставила сателит у орбиту око планете Земље. Маса сателита при лансирању је износила 40 килограма. Космос-1430 је био комуникациони сателит.